# Данилюк, Алексей Моисеевич
Алексей Моисеевич Данилюк (укр. Олексій Мусійович Данилюк; 24 апреля 1934 год, село Ильин — 4 января 1994 год, село Горбаков) — бригадир тракторной бригады колхоза имени Жданова Гощанского района. Герой Социалистического Труда (1973). Депутат Верховного Совета УССР 9 — 10 созывов.

## Биография
Родился 24 апреля 1934 года в крестьянской семье в селе Ильин, Польша (сегодня — в Ровненской области).
С 1950 по 1953 год — тракторист Бугринской МТС Гощанского района Ровенской области. С 1953 по 1956 год служил в Советской армии. Окончил Сарненское ремесленное училище механизации сельского хозяйства Ровенской области.
С 1957 по 1958 год — слесарь по ремонту тракторов Бугринской МТС Гощанского района. В 1958 году вступил в КПСС.
С 1958 по 1962 год — бригадир тракторной бригады колхоза имени газеты «Правда» Гощанского района Ровенской области и с апреля 1962 года — бригадир тракторной бригады колхоза имени Жданова (позднее — колхоз «Прогресс») села Горбакив Гощанского района Ровенской области.
В 1971 году был делегатом 24-го съезда КПСС.
В 1973 году заочно окончил Мирогощанский совхоз-техникум Дубенского района Ровенской области по специальности техника-механика.
Указом Президиума Верховного Совета СССР от 8 декабря 1973 года «за большие успехи, достигнутые во Всесоюзном социалистическом соревновании, и проявленную трудовую доблесть в выполнении принятых обязательств по увеличению производства и продажи государству зерна, сахарной свёклы, масличных культур и других продуктов земледелия в 1973 году» удостоен звания Героя Социалистического Труда с вручением ордена Ленина и золотой медали «Серп и Молот».
Избирался депутатом Верховного Совета УССР 9 — 10 созывов.
Награды
- Герой Социалистического Труда
- Орден Ленина (дважды)
- Орден Октябрьской Революции